# Daniela Santos Carneiro-Torres
Daniela Santos Carneiro-Torres (1975) es una botánica, curadora, y profesora brasileña.
En 1998, obtuvo una licenciatura en Historia natural, por la Universidad Estadual de Feira de Santana, la maestría en Biología Vegetal en 2001, por la Universidad Federal de Pernambuco; y, el doctorado, con la defensa de la tesis: Diversidad de Croton L. (Euphorbiaceae) en el Bioma Caatinga, por la misma casa de altos estudios, en 2009.
Como becaria desde 1998, y en 2010, desarrolla actividades académicas y de investigación, como profesora Adjunta, en el Departamento de Ciencias Biológicas, de la Universidad Estadual de Feira de Santana. Tiene experiencia en el área de Botánica, con énfasis en las familia euforbiáceas y en las gentianáceas, principalmente en su taxonomía.

## Algunas publicaciones
- claudio r. Novelo, luís c. Marques, cristine r. Miyazaki, maria a. Milaneze-Gutierre, daniela s. Carneiro-Torres, maria h. Sarragioto, joão c.p. Mello. 2012. Morphoanatomy and pharmacognostic study of the wood of Croton echioides, the Northeastern Marapuama. Rev. Brasileira de Farmacognosia 22: 946-956 en línea
- daniela s. Carneiro-Torres, ines Cordeiro, a.m. Giulietti, ricarda Riina. 2012. Euphorbia flaviana, a New Species from the Inselbergs of Bahia (Brazil) and Lectotypification of E. crossadenia. Systematic Botany 37: 688-693 resumen en línea
- -----------------------------------------, ---------------------, -------------------, -------------------, p.e. Berry. 2011. Three new species of Croton (Euphorbiaceae s.s.) from the Brazilian Caatinga. Brittonia (Bronx, NY) 63: 122-132
- j.s. Silva, m. de f. Sales, a.p. Gomes, daniela s. Carneiro-Torres. 2010. Sinopse das espécies de Croton L. (Euphorbiaceae) no estado de Pernambuco, Brasil. Acta Botanica Brasílica 24: 441-453

### Libros
- lúcia m. Conserva, cynara de a.b. Pereira, daniela s. Carneiro-Torres, m.b.r. Caruzo, i. Cordeiro, m.b.p. Soares, j.f.o. Costa, r.r. Santos. 2006. Plantas da Caatinga: Perfil Botânico, Fitoquímico e Atividade Biológica: Euphorbiaceae. 1ª ed. Brasília: Ministério da Ciência e Tecnologia, vol. IV. 497 pp.
- ines Cordeiro, daniela s. Carneiro-Torres, et al. 2006. Diversidade e Caracterização das Fanerógamas do Semi-árido Brasileiro: Euphorbiaceae. 1ª ed. Brasília: Ministério da Ciência e Tecnologia, vol. I. 487 pp.
- daniela s. Carneiro-Torres, ines Cordeiro, et al. 2006. Checklist das Plantas do Nordeste Brasileiro: Angiospermas e Gymnospermas. Brasília: Ministério do Meio Ambiente, vol. 1. 156 pp.

### Capítulos de libros
- daniela s. Carneiro-Torres, ines Cordeiro. 2013. Phyllanthaceae do Morro do Chapéu. En: Flávio França, Efigênia de Melo, Isys Souza & Lara Pougliesi (orgs.) Flora de Morro do Chapéu. Feira de Santana: Print Mídia, vol. 1, pp. 189-192
- ines Cordeiro, r. Secco, v. Steinmann, m.b.r. Caruzo, r. Riina, l.r. Lima, c.a. Maya-L., p.e. Berry, daniela s. Carneiro-Torres, a.c. Pscheidt. 2010. Euphorbiaceae. En: Forzza, R.C. et al. (orgs.) Euphorbiaceae in Lista de Espécies da Flora do Brasil. Río de Janeiro: Instituto de Pesquisa do Jardim Botânico do RJ, vol. 2, pp. 963-988

### Cuerpo editorarial
- 2009 - actual, Periódico: Rodriguesia

## Membresías
- ASPT (American Society of Plant Taxonomists)
- de la Sociedad Botánica del Brasil[4]
- Asociación Latinoamericana de Botánica: tesorera (gestión 2010-2014)[3][5]